# 通州天主堂
通州天主堂，全名天主教北京教区通州圣方济各堂，位于北京市通州区翠屏里20号楼商30号2楼，隶属天主教北京教区。

## 简介
通州城区的天主教教友历来较多。清朝顺治年间，贾后疃贾某（号半仙）在北京顺治门一带艰难谋生，多次到宣武门天主堂听神父讲道，并受洗入教。后来回到家乡传教，从此贾后疃的教友逐渐增加。20年后，北京西什库天主堂主教樊国良（法国人）先后派王、李、邹等神父来到贾后疃村中及通州城内外传教。1873年，先后在贾后疃、牛牧屯、通州西门外兴建天主教堂，并且在通州设立教区，管辖房山、良乡、长辛店、琉璃河、顺义、宝坻、香河等地的传教、建堂事宜。
1948年，在第二次国共内战中，通州西门外天主堂毁于战乱。此后几十年间，通州城区的教友多到北京市区的教堂参加弥撒。2005年，贾后疃天主堂的贺斌神父、孙徐森神父以及通州教友史秀静、齐富、史宗兰、张宗等人在北京教区的支持下，于同年5月28日起在史宗兰教友家成立弥撒点。三个月后，齐富教友提供住房四间，成立通州祈祷所（通州西门祈祷所），从此通州城区有了比较稳定的天主教宗教活动场所，参加主日弥撒的教友自起初的30多人逐渐发展至80多人，每逢大瞻礼时参加弥撒的教友可达120人。截至2009年11月，通州祈祷所已开设4年半，张洪波神父、庞若望神父、闫一杰神父等人为通州祈祷所送弥撒。
2009年底，因为城市规划需要，西门地区即将拆迁。通州祈祷所暂迁至宋庄镇六合村。因六合村离通州城区较远且交通不便，所以参加弥撒的人数下降。为此，北京教区出资租赁了一处房屋，作为通州祈祷所用房。经神父及教友努力，租赁到通州区云景南大街32号商住楼二层，经简单装修，报政府有关部门同意后，于2011年3月27日奉献了首台弥撒，弥撒由赵庆龙神父主持。此后，闫一杰神父、罗茂英神父、赵亮神父、赵祥东神父先后负责通州祈祷所（通州城区祈祷所）的福传工作。参加弥撒的教友从起初的60多人增至100多人，每逢大瞻礼时达200多人。其间，郭文武神父、张晓卓神父、李建民神父、李先敬神父、甄雪斌神父、鲍静坡神父、白国良神父等人都曾为通州祈祷所主持过弥撒。通州祈祷所的教友多数是外地教友，其中骨干是年轻教友。堂区活动丰富，设备也日趋完善，唱经班购置了意大利进口的四排键管风琴，教友捐赠了电脑、电视等设备。
通州祈祷所主厅堂面积仅90平米，随着教友人数增多，已逐渐不能满足需要，且祈祷所的场地租赁合同即将到期。为此，2011年起开始新址选择工作，最终选定翠屏里20号楼商30号2楼的新址。北京教区甄雪斌神父、鲍静坡神父等人多次到新址现场勘查，时任贾后疃本堂的闫一杰神父也非常支持。最终，北京教区出资购得该处房产，作为北京教区的固定资产，交由通州祈祷所使用。教友们在短短数月便捐献30余万元人民币。经过设计施工，在新址建成小圣堂，建筑面积236.9平方米，主殿堂面积180平方米，二层阁楼面积60平方米，附属用房面积40平方米，可容纳平时200人，大瞻礼400人参加弥撒。除基本的教堂设施外，还有电脑、LED显示屏、管风琴等设备。2014年1月21日，通州祈祷所迁至新址，旧址停用。2014年1月26日，新教堂临时启用。2014年6月8日圣神降临瞻礼日，通州祈祷所主体装修完工，正式向教友开放。2014年10月11日，北京教区通州圣方济各堂举行祝圣典礼，北京教区李山主教主礼，来自北京教区及中国天主教“一会一团”的17位神父参与共祭弥撒，南堂（宣武门天主堂）副本堂庞文贤神父和通州圣方济各堂本堂赵祥东神父襄礼。

## 主任司铎
1. 赵祥东神父（2014年—2016年）[4][2]
2. 于太勇神父（2016年3月—）[5]